# Дядя Миша
«Дядя Миша» — рисованный мультфильм киностудии «Союзмультфильм» 1970 года для детей по одноимённой сказке Владимира Сутеева. Сказка о медведе, который ни одно дело не доводил до конца.

## Сюжет
Идёт по лесу Медведь и, увидев, как Заяц дёргает морковь, решает тоже заняться этим делом, так как ему на зиму запас нужен. Заяц не возражает, однако, увидев Ежа, идущего по грибы, Медведь забывает про морковку и решает запастись грибами. Набрав полную корзину, Медведь замечает на дереве Белку. Та угощает его орехом и он, бросив грибы, начинает заниматься орехами, вырвав всё дерево с корнем.
Встретив Кота, который идёт на рыбалку, Медведь бросает сломанное дерево с орехами и идёт вместе с ним. В процессе рыбалки он, задремав, упускает рыбу. Это замечает подошедшая Лиса, говорит, что это пустое дело и предлагает ему пойти в деревню таскать кур. Медведь соглашается.
Придя на место, Лиса просит Медведя постоять на карауле, обещая вынести ему курицу. Через некоторое время куры в курятнике поднимают переполох, из-за чего начинают лаять собаки. Медведь пытается убежать от них, но они его догоняют и кусают.
На другой день утром, весь искусанный, Медведь со стоном бредёт по лесу. Встретившемуся Мышонку он рассказывает о злоключениях вчерашнего дня, на что Мышонок говорит ему, что «надо было одно дело делать и как следует».

## Создатели
| Автор сценария             | Владимир Сутеев |
| Режиссёр                   | Юрий Прытков |
| Художник-постановщик       | Александр Волков |
| Композитор                 | Владимир Кривцов |
| Оператор                   | Михаил Друян |
| Звукооператор              | Борис Фильчиков |
| Редактор                   | Зинаида Павлова |
| Монтажёр                   | Марина Трусова |
| Ассистенты:                | Татьяна Сазонова, Галина Андреева, Н. Наяшкова |
| Художники-мультипликаторы: | Елизавета Комова, Вадим Долгих, Иван Давыдов, Геннадий Сокольский, Марина Рогова, Антонина Алёшина |
| Роли озвучивали:           | Евгений Кузнецов (медведь Дядя Миша), Вячеслав Невинный (заяц Косой), Алексей Грибов (ёжик Колюча голова), Клара Румянова (белка, мышонок), Борис Новиков (кот полосатый), Зинаида Нарышкина (лиса Рыжая) |
| Художники:                 | Владимир Рогов, Аркадий Шер, Елена Танненберг, Лидия Модель |
| Директор картины           | Любовь Бутырина |

- Создатели приведены по титрам мультфильма.

## Переиздания на DVD
Мультфильм неоднократно переиздавался на DVD в сборниках мультфильмов:
- «Сказки для малышей. В. Сутеев» (Сборник мультфильмов по сказкам В. Сутеева), Союзмультфильм, дистрибьютор «Союз», мультфильмы на диске:

«Кораблик» (1956), «Кто сказал «мяу»?» (1962), «Кот-рыболов» (1964), «Дядя Миша» (1970), «Это что за птица?» (1955), «Мешок яблок» (1974), «Петух и краски» (1964), «Грибок-теремок» (1958).
- «Михал Потапыч», Союзмультфильм, дистрибьютор «Крупный план», мультфильмы на диске:

«Генерал Топтыгин» (1971), «Машенька» (1992), «Дядя Миша» (1970), «Вершки и корешки» (1974), «Два жадных медвежонка» (1954), «Мишка-задира» (1955), «Дедушка и внучек» (1950), «Медведь — липовая нога» (1984), «Три медведя» (1958).